# Xian de Nandan
Le xian de Nandan (chinois simplifié : 南丹县 ; chinois traditionnel : 南丹縣 ; pinyin : Nándān Xiàn ; Zhuang : Namzdan Yen) est un district administratif de la région autonome Zhuang du Guangxi en Chine. Il est placé sous la juridiction de la ville-préfecture de Hechi.

## Démographie
La population du district était de 271 722 habitants en 1999,dont 33 % de Zhuang, groupe ethnique principalement concentré dans cette région.